# Xã Ingham, Michigan
Xã Ingham (tiếng Anh: Ingham Township) là một xã thuộc quận Ingham, tiểu bang Michigan, Hoa Kỳ. Năm 2010, dân số của xã này là 2.452 người.